# Sphäre (Mathematik)

2-Sphäre

Unter einer Sphäre (wie althochdeutsch spera von griechisch sphaira „Ball, Kugel, Himmelskugel“) versteht man in der Mathematik die Oberfläche einer Kugel und die Verallgemeinerung davon auf beliebig hohe Dimensionen. Von erheblicher Bedeutung für viele Untersuchungen ist hierbei die Einheitssphäre, also die Oberfläche der Einheitskugel im n-dimensionalen euklidischen Raum. Allgemeiner wird, insbesondere in Topologie und Differentialgeometrie, auch jeder zur Kugeloberfläche homöomorphe topologische Raum als Sphäre bezeichnet, siehe Topologische Sphäre.

## Definition

### Einheitssphäre
Die Einheitssphäre {\displaystyle S^{n-1}\subset \mathbb {R} ^{n}} ist die Menge der Punkte im {\displaystyle n}-dimensionalen euklidischen Raum {\displaystyle \mathbb {R} ^{n}} mit Abstand {\displaystyle 1}vom Ursprung. Sie ist definiert als

{\displaystyle S^{n-1}:=\{x\in \mathbb {R} ^{n}\colon \|x\|_{2}=1\}},
wobei {\displaystyle \|\cdot \|_{2}} die euklidische Norm ist. Die Einheitssphäre {\displaystyle S^{n-1}} kann als Rand der Einheitskugel {\displaystyle B^{n}} aufgefasst werden und wird daher auch mit {\displaystyle \partial B^{n}} bezeichnet.

### Allgemeine Sphären
Ist nun {\displaystyle z\in \mathbb {R} ^{n}} ein beliebiger Punkt im {\displaystyle n}-dimensionalen Raum, dann ist die {\displaystyle (n-1)}-Sphäre {\displaystyle S_{r}^{n-1}(z)} mit Radius {\displaystyle r} um diesen Punkt {\displaystyle z} definiert durch
{\displaystyle S_{r}^{n-1}(z):=\{x\in \mathbb {R} ^{n}\colon \|x-z\|_{2}=r\}}.
Jede Sphäre {\displaystyle S_{r}^{n-1}(z)} entsteht aus der zugehörigen Einheitssphäre {\displaystyle S^{n-1}} durch Skalierung mit dem Faktor {\displaystyle r} und Translation um den Vektor {\displaystyle z}.

## Beispiele
Der abgeschlossenen n-dimensionalen Einheitskugel des {\displaystyle \mathbb {R} ^{n}}  lässt sich jeweils eine (n-1)-dimensionale Sphäre als Randmannigfaltigkeit zuordnen:
- Die 1-Kugel {\displaystyle B^{1}}  ist das Intervall [−1,1]. Dementsprechend besteht die 0-Sphäre {\displaystyle S^{0}} nur aus den beiden Punkten +1 und −1. Sie ist als einzige Sphäre nicht zusammenhängend.

- Die 2-Kugel {\displaystyle B^{2}} ist die Kreisscheibe mit Radius 1 in der Ebene. Die 1-Sphäre {\displaystyle S^{1}} ist die Einheitskreislinie, also der Rand des Einheitskreises. Die Einheitskreislinie ist zusammenhängend, aber nicht einfach zusammenhängend. Sie lässt sich durch komplexe Zahlen vom Betrag 1 beschreiben und erhält durch deren Multiplikation eine Gruppenstruktur, die Kreisgruppe.

- Die 3-Kugel {\displaystyle B^{3}} ist die Vollkugel im dreidimensionalen Raum. Die 2-Sphäre {\displaystyle S^{2}} ist die Oberfläche der Einheitskugel. Sie ist einfach zusammenhängend – wie alle höherdimensionalen Sphären. Sie wird durch Kugelkoordinaten beschrieben.

- Die 4-Kugel {\displaystyle B^{4}} ist die Vollkugel im vierdimensionalen Raum. Die 3-Sphäre {\displaystyle S^{3}} ist nicht mehr anschaulich vorstellbar. Sie ist eine 3-dimensionale Untermannigfaltigkeit im 4-dimensionalen Raum {\displaystyle \mathbb {R} ^{4}}. Die 3-Sphäre lässt sich als Menge der Quaternionen vom Betrag 1 auffassen und erhält durch deren Multiplikation eine Gruppenstruktur, welche gerade {\displaystyle SU(2)} entspricht.

## Inhalt und Volumen
Der Flächeninhalt beziehungsweise das Volumen einer beliebigen (n−1)-Sphäre vom Radius  {\displaystyle r}  im euklidischen Raum lässt sich mit der Formel
{\displaystyle \operatorname {vol} (S_{r}^{n-1})={\frac {\mathrm {d} }{\mathrm {d} r}}r^{n}V_{n}=nr^{n-1}V_{n}={2\pi ^{\frac {n}{2}}r^{n-1} \over \Gamma ({\frac {n}{2}})}}
berechnen, wobei {\displaystyle V_{n}} das Volumen der {\displaystyle n}-dimensionalen Einheitskugel und {\displaystyle \Gamma } die Gammafunktion bezeichnen.

## Die Sphäre in der Topologie und Geometrie
In der Mathematik, insbesondere in Differentialgeometrie und Topologie, wird der Begriff Sphäre in der Regel mit einer anderen (allgemeineren) Bedeutung verwendet: die n-dimensionale Sphäre {\displaystyle S^{n}} ist die n-dimensionale topologische Mannigfaltigkeit, die homöomorph zur Einheitssphäre im {\displaystyle \mathbb {R} ^{n+1}} ist.
Eine wie oben definierte Sphäre {\displaystyle S_{r}^{n-1}(z):=\{x\in \mathbb {R} ^{n}\colon \|x-z\|_{2}=r\}} mit der von der euklidischen Metrik des {\displaystyle \mathbb {R} ^{n}} induzierten riemannschen Metrik wird in der Differentialgeometrie als runde Sphäre bezeichnet.

## Verallgemeinerungen

### Sphären in normierten Räumen

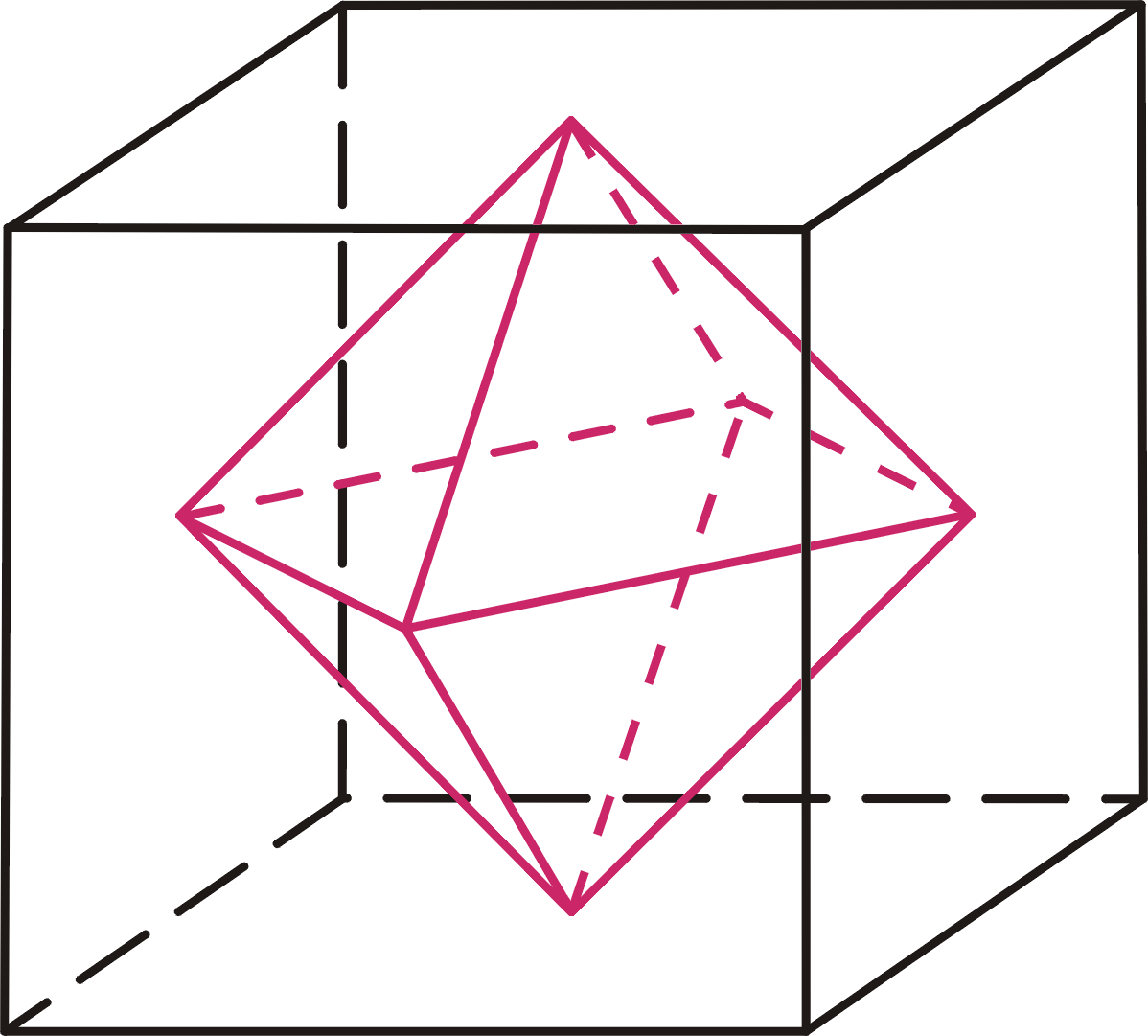
Einheitssphären bezüglich der Maximumsnorm und der Summennorm in drei Dimensionen

Allgemeiner lässt sich der Begriff der Sphäre in normierten Räumen fassen. Ist {\displaystyle V} ein Vektorraum über den reellen oder komplexen Zahlen mit zugehöriger Norm {\displaystyle \|\cdot \|}, dann ist die Normsphäre {\displaystyle S_{r}(v)} um den Vektor {\displaystyle v\in V} mit Radius {\displaystyle r} definiert als die Menge
{\displaystyle S_{r}(v):=\{w\in V\colon \|v-w\|=r\}}.
Die so entstehenden Sphären sind zwar punktsymmetrisch bezüglich {\displaystyle v}, aber nicht mehr notwendigerweise rund (wie im Fall der euklidischen Norm), sondern können beispielsweise auch Ecken und Kanten besitzen (wie im Fall der Maximumsnorm und der Summennorm). Ist {\displaystyle v=0} der Nullvektor und der Radius {\displaystyle r=1}, so spricht man wieder von einer Einheitssphäre. Alle Normsphären entstehen aus der zugehörigen Einheitssphäre durch Skalierung mit dem Faktor {\displaystyle r} und Translation um den Vektor {\displaystyle v}. Die Einheitssphäre ist wiederum der Rand der zugehörigen Einheitskugel.

### Sphären in metrischen Räumen
Noch weiter lassen sich Sphären in metrischen Räumen fassen. Ist {\displaystyle X} eine beliebige Menge mit einer Metrik {\displaystyle d}, dann ist die metrische Sphäre {\displaystyle S_{r}(x)} um den Punkt {\displaystyle x\in X} mit Radius {\displaystyle r} definiert als die Menge
{\displaystyle S_{r}(x):=\{y\in X\colon d(x,y)=r\}}.
Im Gegensatz zu Sphären in normierten Räumen sind metrische Sphären im Allgemeinen nicht translationsinvariant und dementsprechend hat die metrische Einheitssphäre keine besondere Bedeutung mehr. In bestimmten metrischen Räumen kann die Einheitssphäre sogar leer sein. Weiterhin kann eine metrische Sphäre im Allgemeinen nicht mehr als der Rand der zugehörigen metrischen Kugel angesehen werden.